# Conditions de travail
 (avril 2010).
 (janvier 2015).
Si vous disposez d'ouvrages ou d'articles de référence ou si vous connaissez des sites web de qualité traitant du thème abordé ici, merci de compléter l'article en donnant les références utiles à sa vérifiabilité et en les liant à la section « Notes et références ».
Les conditions de travail sont d'une manière générale l'environnement dans lequel les employés vivent sur leur lieu de travail. Elles comprennent la pénibilité et les risques du travail effectué ainsi que les horaires ou l'environnement de travail (bruit, chaleur, exposition à des substances toxiques, les délais de production ou de ventes d'un produit, etc.). C'est l'ensemble des facteurs sociaux, psychologiques, environnementaux, organisationnels et physiques qui caractérise un environnement de travail pour le salarié.

## Définitions

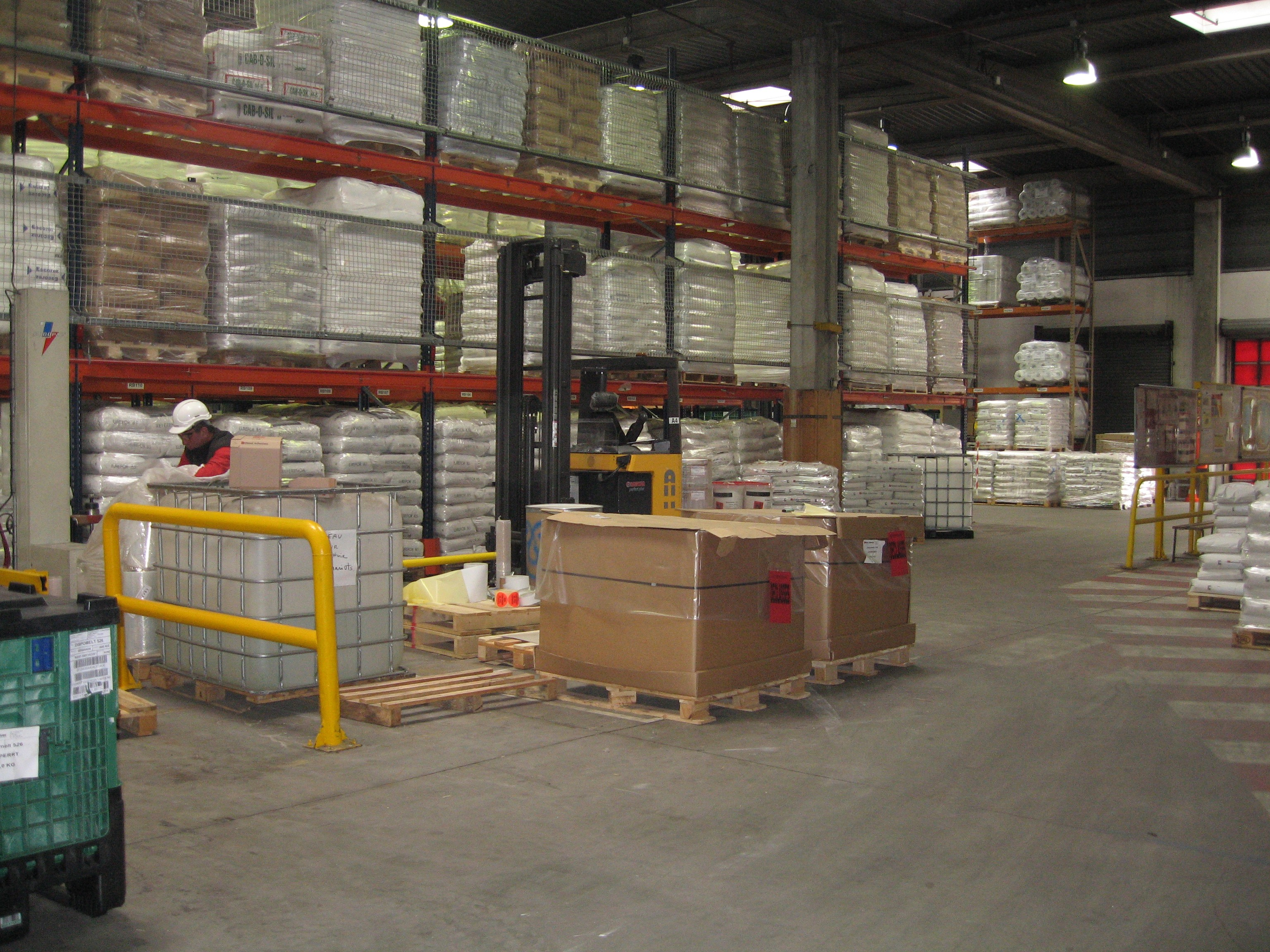
Un entrepôt de matières premières

Dans l'exercice d'une activité professionnelle donnée, les conditions de travail sont un ensemble de paramètres qui influent sur la satisfaction trouvée quotidiennement à cette activité comme sur les formes et degrés de fatigue et qui dans la durée induisent des conséquences qu'on peut qualifier de répercussions.

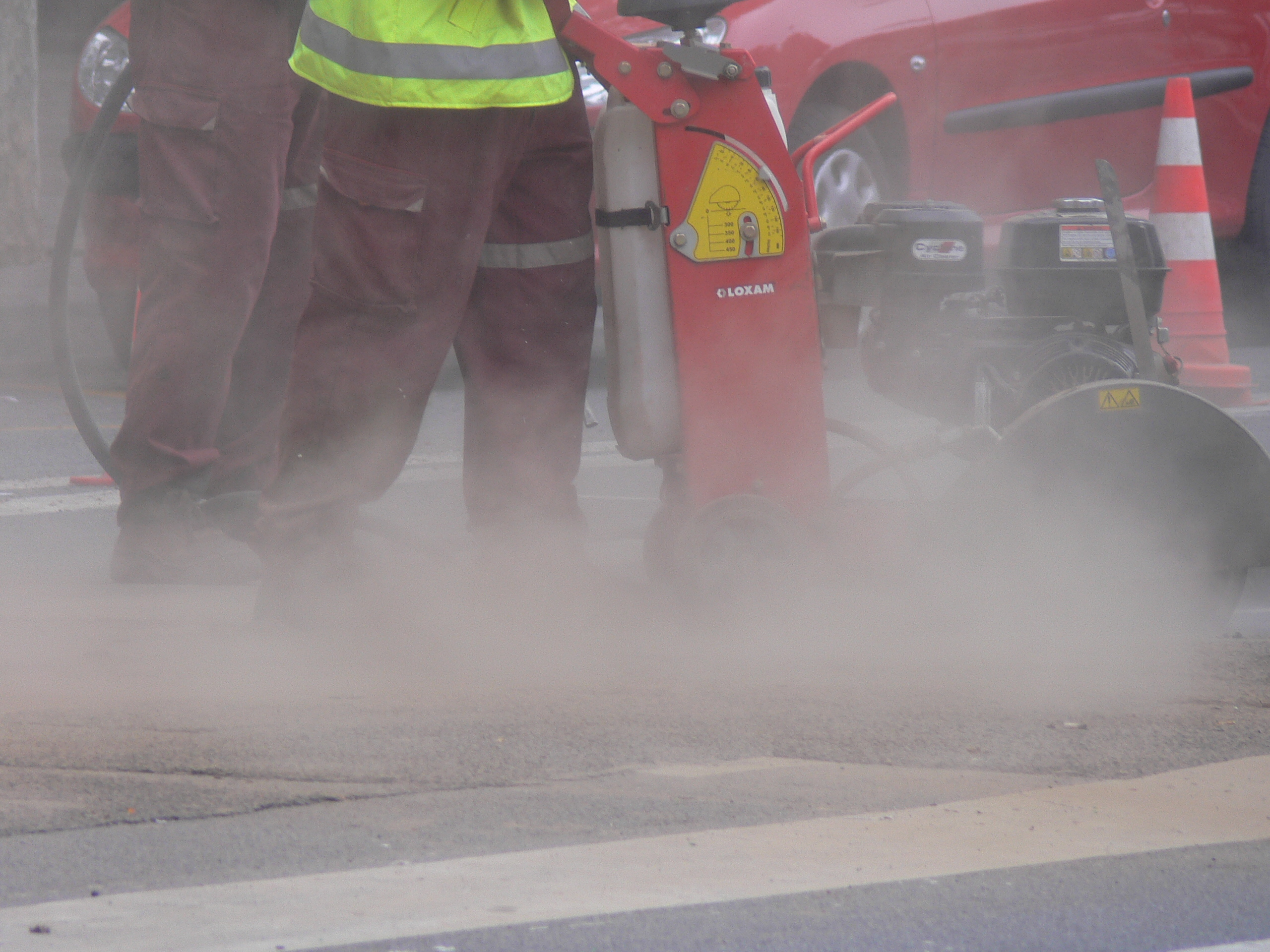
La pénibilité du travail est notamment liée à l'effort, l'exposition au bruit, à la poussière, aux vibrations, à des toxiques… mais aussi à d'autres critères plus subjectifs

Les conditions de travail sont l'objet de l'attention particulière des ergonomes, des ergomotriciens qui peuvent en faire l'analyse (et éventuellement chercher à trouver des moyens de les améliorer ou d'en réduire les effets négatifs), des inspecteurs du travail chargés de contrôler l'application du droit du travail dans ce domaine, des médecins du travail chargés d'un contrôle périodique de la santé des actifs, et des psychologues (Ils participent à la préservation de la santé mentale et physique des salariés et à l'amélioration des conditions de travail. Ils assurent des missions de conseil et d'appui auprès des acteurs de l'entreprise, dans le cadre d'une démarche collective).
Les conditions de travail considérées comme des conditions pathogènes se situent à la frontière entre le travail et la santé. Elles ont des conséquences sur les risques d'accidents ; elles peuvent directement provoquer certaines maladies ou comme facteur de risque en favoriser d'autres tout en ayant une influence sur le bien-être. Les conditions de travail sont donc des déterminants de l'espérance de vie, de l'absentéisme et des maladies professionnelles.
Les conditions de travail ne comportent pas uniquement des aspects matériels ; la vie relationnelle y participe tout autant, ainsi que le statut de l'emploi (statut professionnel, durée du contrat, ancienneté…).

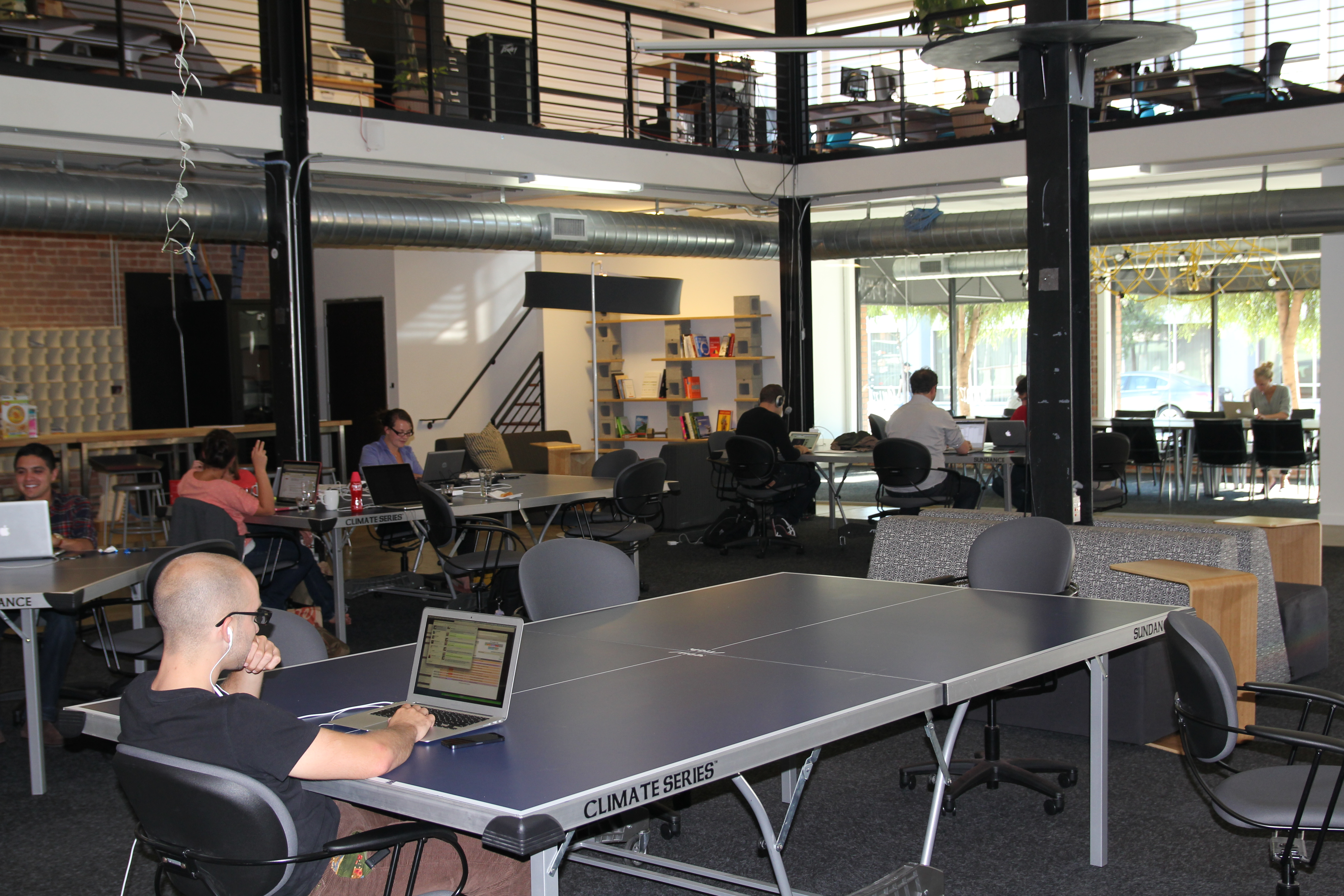
Le travail en open space a un impact sur la santé des salariés.

Il est difficile de mettre en lumière ce qui constitue de bonnes conditions de travail. L'absence de souffrances ne signifie pas l'existence de bonnes conditions de travail). Les bonnes conditions peuvent être exprimées comme telles : ce sont celles « qui donnent au travailleur la liberté de travail favorable à sa santé ».
Objectiver les conditions de travail : une variation relative dans le temps, amélioration ou dégradation qualitative que des groupes de salariés soulignent. Un autre rapport peut être établi : la comparaison avec le temps hors travail ou d’une autre manière les conditions de vie extra entreprise[réf. nécessaire].
Certains acteurs institutionnels sont susceptibles d’aider à prendre conscience des conditions de travail à travers le développement d’information à destination des salariés, notamment par les syndicats et par l’État (M. Gollac, S. Volkoff et Loup Wolff donnent l’exemple des campagnes de sécurité routière à destination des chauffeurs routiers) ou encore les associations (médecins du travail, écologistes, associations de victimes de maladies professionnelles), l’inspection du travail, les médecins du travail. Exemple : le mouvement des infirmières à la fin des années 1980 montre que la perception des conditions de travail s’est trouvée modifiée (en 1984, 40 % estiment qu’elles sont amenées à transporter des charges lourdes, en 1991 passage à 70 % ; cela peut être expliqué par les modifications techniques de la gestion de la santé)[réf. nécessaire].
Ces éléments permettent de dire que les conditions de travail relèvent d’une question politique et sociale. La recherche doit déterminer comment la société et les politiques abordent cette question et quelles solutions sont choisies pour y remédier. Les scientifiques ont pour mission d’éclairer le débat. Une approche pluridisciplinaire est possible, avec la sociologie, l’ergonomie, la psychologie, la socio-économie du travail et de l’emploi[réf. nécessaire].
Il existe plusieurs façons de décomposer le travail. D’une part, les démarches analytiques en épidémiologie, psychologie du travail, ergonomie cherchent à montrer la relation entre un aspect du travail et la santé ou la performance. Il s’agit d’une démarche générale, qui tend par ses fondements à occulter les particularités de chaque travailleur (les recherches sont effectuées sur un individu « moyen », sans caractéristiques particulières en ce qui concerne les aptitudes physiques, le caractère, etc.). En ergonomie, ce courant des human factors procède par expériences en laboratoires, par succession de tests sur un individu type. Pour un domaine comme l’hygiène en revanche, une démarche épidémiologique peut se justifier avec des études sur la toxicité des produits par exemple. Les premières études statistiques sur les conditions de travail avec une approche synthétique : 1978 par la DARES, renouvelée en 1984, 1991, 1998 portée sur 20 000 personnes ;complétée en 87 sur l’organisation du travail et données psychologiques 93 puis fusion en 98. Les human factors permettent de déboucher sur de nombreuses applications, notamment dans la conception d’outils ou d’équipements, la mise en place de normes. Pourtant deux difficultés :variation des situations de travail et des populations d’une part, d’autre part le risque est croire qu’une conformité aux normes suffit.
Un autre courant se démarque nettement, en particulier dans les pays francophones, en utilisant le concept d’activité (en partie issu de recherches soviétiques et scandinaves)[réf. nécessaire]. Cela commence par la distinction entre la tâche (environnement, procédures, objectifs, moyens) et l’activité elle-même : dans le processus de production, l’homme interagit avec son environnement. Il s’agit d’un processus complexe, pour tout type de travail y compris pour le travail répétitif : prise d’informations constante, observation, écoute, raisonnement, choix des gestes à effectuer et exécution, dans un environnement qui peut être instable. L’intérêt est la détermination des facteurs d’instabilité et d’autre part la compréhension des compromis nécessaires à la réalisation de l’activité. Par exemple, la conception d’outils ergonomiques peut se révéler inefficace si dans le même temps le salarié est amené à changer de positions (pour des raisons d’instabilité environnementales)[réf. nécessaire].

## Nature des conditions de travail

### Cadre temporel
Le cadre temporel du travail est un sous-ensemble important des conditions de travail : il est d'une grande variété en particulier dans l'industrie avec les rythmes imposés ou le travail posté, mais aussi dans des services comme la restauration ou les hôpitaux. Rentre aussi dans ces paramètres, la durée des déplacements quotidiens entre le domicile et le lieu de travail.
Citons le type d'horaires, la variabilité de la durée quotidienne de travail, les pauses et congés, les heures supplémentaires, le travail de nuit et les horaires décalés, les temps partiels, l'empiètement du travail sur le temps de loisir, etc.
Les rythmes imposés et autres paramètres plus spécifiquement liés à la productivité relèvent de la pression temporelle : ils sont un facteur aggravant des autres conditions vécues ou peuvent transformer de simples exigences qualitatives en contraintes préjudiciables, une déficience partielle en situation ingérable[réf. nécessaire]

### Contraintes physiques
Les contraintes physiques sont étroitement liées aux tâches effectuées et à l'environnement[réf. nécessaire] :
- sollicitations mécaniques (efforts, posture pénible, attention permanente, gestes et déplacements répétitifs, secousses et vibrations…) ;
- expositions à diverses nuisances, polluants ou agents chimiques ou biologiques (courants d'air ou intempéries, bruits, poussières et fumées, températures et humidité anormales, produits chimiques volatils, toxiques, radiations, agents pathogènes…) ;
- risques de blessures ou d'accidents qui entrent pour une part dans les contraintes physiques, l'évaluation des risques étant en partie psychologique.

Les facteurs architecturaux telles que les conditions d'éclairage (naturel/artificiel) ou la qualité des locaux (exiguïté, éléments esthétiques, qualité de la climatisation, vue sur l'extérieur…) font partie des paramètres physiques.
Ces niveaux de contraintes peuvent être situées à l'aide d'indicateur de pénibilité physique[réf. nécessaire].
L'impact des contraintes physiques est souvent rapide et peu réversible, ainsi l'accumulation d'efforts excessifs entraîne des troubles ou pathologies musculo-squelettiques causant un vieillissement prématuré[réf. nécessaire].

### Sollicitations psychologiques
Les sollicitations psychologiques ou psychosociales sont les traits de l'activité et de son cadre qui aboutissent au stress si elles excèdent les capacités de l'individu. Elles peuvent être étroitement liées à l'activité (exigences cognitives) ou dépendre de conditions plus larges (responsabilité, peur latente de l'erreur, rapports interindividuels et ambiance de travail notamment), voire très larges comme la crainte d'être licencié[réf. nécessaire].
La psychopathologie du travail donne lieu à peu de diagnostics. Certains effets sont tout de même remarqués, comme le « burnout », en français le syndrome d'épuisement professionnel (situation de fatigue extrême, particulièrement dans les secteurs sociaux, dans les hôpitaux par exemple), le « boreout » (syndrome d'épuisement professionnel par l'ennui) et le « brownout » (manque de sens des tâches quotidiennes). Christophe Dejours (psychiatre et psychanalyste) montre que l’écart croissant entre les efforts déployés et la rémunération provoque une augmentation des risques psychiatriques. Plus encore, ce sont les modifications techniques et environnementales du travail dans l’organisation néo-libérale (Le nouvel esprit du capitalisme de E. Chiapello et L. Boltanski) qui peuvent être à l’origine de nouveaux maux (petits troubles de santé : insomnie, douleurs lombaires, harcèlement moral)[réf. nécessaire].
Yves Lasfargue montre que les techniques de l'information et de la communication peuvent être sources de pénibilité et engendrer de la fatigue mentale. En particulier, le travail permanent sur une représentation abstraite de la réalité imposé par l'usage d'internet et des « nouvelles technologies » est l'une des sources de la charge mentale. Une autre source de charge mentale est de respecter à la lettre des procédures et des règles du jeu imposées par les logiciels. Yves Lasfargue a introduit la notion d'ergostressie pour désigner le stress lié aux techniques de l'information et de la communication.

### Rapport avec le public
Avec le développement des activités tertiaires, les activités qui comprennent une interaction quelconque avec un public sont de plus en plus nombreuses : on estime à deux tiers la proportion des employés concernés.
La relation habituelle à un public ajoute de nouveaux paramètres aux composantes temporelles, physiques et mentales des conditions de travail : aux exigences hiérarchiques, se joignent les exigences souvent complexes des personnes rencontrées ou entrevues, toutes exigences qui peuvent ne s'accorder que partiellement avec les conceptions personnelles du salarié[réf. nécessaire].

### Conditions sociales
Cette dernière catégorie regroupe indistinctement les facteurs qui dépendent des conditions générales du travail et de l'emploi dans la société et que l'individu amènent avec lui lors de son embauche ou par exemple si l'offre d'emplois se raréfie. Ces facteurs se rattachent aux sollicitations psychologiques dans la mesure où l'excès de la demande sur l'offre durcissant la dépendance du salarié à son emploi (en fonction du type de contrat de travail) accroît son niveau de tension psychique[réf. nécessaire].
Ces conditions sont d'autant plus prégnantes que le salarié est lui-même fortement dépendant de son emploi pour des raisons personnelles (chef de famille, dettes, expérience de chômage…) et qu'il ne dispose pas par ailleurs que de bonnes possibilités d'un nouvel emploi[réf. nécessaire].
Émanant de la conjoncture, ces conditions n'ont pas de limites théoriques ; il suffit par exemple d'imaginer les répercussions sur le travail du moindre signe de développement soudain de la concurrence ou plus directement de difficultés de l'entreprise elle-même[réf. nécessaire].

### Situations particulières et individuelles
Tous les individus ne sont pas égaux face aux exigences et contraintes d'une activité, ce qui souligne l'importance de[réf. nécessaire] :
- l'orientation et de la sélection professionnelles pour l'accord de l'emploi aux capacités individuelles ;
- des préoccupations ergonomiques pour l'adaptation des tâches et des postes ;
- la formation professionnelle pour une meilleure maîtrise et une plus grande autonomie.

Certaines catégories de personnes présentant une vulnérabilité particulière sont particulièrement sensibles aux conditions de travail :
- les personnes handicapées ;
- les personnes souffrant de maladies chroniques ou à évolution lente ;
- les femmes enceintes ;
- les personnes qui peuvent être considérées comme psychologiquement fragiles (état dépressif, dépendance alcoolique…) ;
- Les personnes susceptibles de souffrir de discriminations ou de pressions particulières (tâches ou métiers dévalorisés, débutants, intérimaires…).

### Effet de l'âge
Le vieillissement des effectifs nécessite des aménagements dans l’organisation du travail. En effet, le parcours travail d’un salarié montre que la constitution physique d’un salarié se modifie avec l’âge. Le salarié âgé peut rester tout aussi performant, tant du point de vue de la qualité que de l’exécution, simplement ses gestes devront être plus adaptés (exemple d’un ouvrier sur une chaîne qui adapte ses positions pour éviter de recourir à des membres plus fragiles ; pour aménager sa façon de faire, l’espace de travail doit donc être important). Les travailleurs âgés dans une phase d’intensification du travail sont malgré tous les premières victimes, en particulier dans les secteurs exigeants sur le plan physique, avec un effet d’éviction évident, conduisant parfois à la sélectivité. Retour sur les effets de la flexibilité accrue amorcée par les nouveaux modes d’organisation du travail, qui dessinent le contour du nouveau modèle néo-libéral.
Cette flexibilité accrue se répercute sur les horaires de travail et de fait sur la vie privée des salariés. Tendance : aujourd’hui 7 contrats sur 10 ne sont pas des contrats normaux (normalité par rapport au code du travail, c'est-à-dire un CDI à temps plein). Le temps partiel est passé de 9 % en 1984 à 18 % à la fin des années 1990. Les conséquences sont multiples et d’autant plus importantes que ce sont les femmes qui sont principalement touchées (plus de 4/5 des temps partiels). Celles-ci ont un rôle social de tout premier ordre dans la famille, notamment dans la prise en charge des enfants. Le chamboulement des horaires de travail peut également entrer en contradiction avec le rythme biologique, dit circadien (24 h). Certaines fonctions sont en effet plus actives pour des périodes du cycle. Le rythme de travail peut ainsi entrer en contradiction avec ce rythme comme le décalage avec les repas, l’attention, le rythme du sommeil, etc.
Cette flexibilité se traduit également dans l’incertitude, notamment dans la grande distribution, chez les cadres (il s’agit néanmoins d’un aménagement personnel dans le cadre de forfait), dans le transport (les routiers notamment, dont les horaires dépendent de conditions de travail particulièrement imprévisibles), la maintenance des industries nucléaires.

## Situation en France
Selon un bilan publié en 2018 sur les conditions de travail et les risques psychosociaux en France, par rapport aux périodes d'enquêtes « Conditions de travail » faites depuis 1978 (et en particulier par rapport à la période 1984-2016), en 2016, l'autonomie des travailleurs était en recul (surtout chez les personnes peu qualifiées) mais l'ambiance de travail était globalement moins tendue. L’intensité du travail a augmenté de 2005 à 2013 pour atteindre un palier de 2013 à 2016 et le travailleur est plus soumis à des normes et procédures : les procédures de qualité sont également plus répandues en 2016 (46 % des salariés) qu’en 2013 (43 %, tableau 5). Les contraintes de vigilance croissent en 2016, 43 % des salariés disent ne pas pouvoir quitter leur travail des yeux, soit quatre points de plus qu’en 2013, et dans le même temps le travail à faire dans l'urgence augmente, notamment dans les administrations (45 % des salariés disent devoir se dépêcher « toujours ou souvent »). En 2016, 48 % des salariés disent avoir des normes de production à satisfaire en une journée alors qu'ils n'étaient que 21 % en 1978 ; en 2016, 35 % des salariés déclarent avoir un rythme de travail imposé par un contrôle ou un suivi informatisé (contre 17 % en 1984). « Les salariés sont de moins en moins nombreux à ‘choisir eux-mêmes la façon d’atteindre les objectifs fixés’ et à ‘pouvoir faire varier les délais fixés’ ». Les salariés interrogés ont moins signalé d'hostilité à leur égard au travail et moins de sentiment de manque de reconnaissance ainsi que moins d'exposition à des conflits éthiques. Une diminution des changements organisationnels observée de 2013 à 2016 pourrait expliquer le plateau de la courbe de ressenti de l’intensification croissante du travail et le recul des violences morales au travail. Il sera à confirmer ou non par de futures enquêtes. Les managers et salariés pourraient aussi avoir fait plus d'efforts pour réduire les conflits interpersonnels sur le lieu de travail, encouragé par un contexte politique et médiatique de plus grande sensibilité au harcèlement moral, sexuel et aux risques psychosociaux (RPS).
Depuis quelques années, les démarches visant à améliorer la qualité de vie au travail se développent en France.

### Impact sur la santé
En France, le discours public autour de la question de la santé est limité au discours médical restreignant le cadre à l’individu, en occultant le travail. D’où le problème de sa construction sociale et de sa visibilité. L’évaluation scientifique des effets du travail soulève également des interrogations quant aux méthodes à utiliser. Il est par exemple nécessaire de mettre en relation la santé mentale, physique, le cadre de vie général (stress, irritations, douleurs, inconfort). A contrario, l’absence de travail peut générer d’autres formes de pathologies, comme la dépression, l’alcoolisme, etc. Jacques Freyssinet, Le chômage]. La santé peut donc être définie comme telle : « Être en forme, se sentir libre, ce qui implique autant le sentiment d’avoir barre sur les choses que la connaissance et l’acceptation de ses propres limites ; enfin, percevoir la suite des évènements comme une unité susceptible de faire sens et de constituer une histoire. » [Davezies, De la récupération psychique, 1998][réf. nécessaire].
En France, les données sont collectées par la CNAM-TS de fait limitée par ses objectifs : mesurer la dépense. Pour les maladies professionnelles, leur définition nécessite un important travail juridique. La reconnaissance d’une maladie professionnelle dépend de son appartenance à une liste limitative de pathologies, liées à certains facteurs. Celle-ci est en constante négociation entre les syndicats et les entrepreneurs, ce qui peut laisser de nombreuses pathologies de côté. Avec ce système extrêmement limité, une comptabilité existe et l’entreprise se fixe ainsi des objectifs chiffrés en la matière[réf. nécessaire].
Ordres de grandeur : dans les années 2000, le nombre d’accidents avec arrêt de travail a varié entre 650 000 et 680 000 pour 14 millions de salariés relevant du régime générale de Sécu ; 50 000 à 60 000 ont été qualifiés de graves et ont donné lieu au versement d’une rente permanente ; 700-800 ont entraîné la mort. Sur le plan national, le taux de fréquence des accidents est de 25 accidents avec arrêt de travail/million d’heures travaillées, le taux de gravité est de 1 journée non travaillée/1 000 heures travaillées, à long terme une baisse de ces indicateurs est observée mais avec une progression de la gravité moyenne — effet des petits accidents — le nombre de maladies professionnelles dans l’année est de l’ordre de 10 000, en forte augmentation à cause des troubles musculo-squelettiques[réf. nécessaire].
Les relations travail/santé ne sont ni univoques ni instantanées. Une caractéristique du travail peut avoir plusieurs effets (comme le bruit par exemple). Certains troubles peuvent avoir plusieurs origines, professionnelles et non professionnelles (comme les troubles du sommeil). Dans un autre sens, une dégradation de la santé joue sur la qualité du travail (une douleur d’un membre peut amener à une sollicitation plus importante d’un autre). Parfois les effets sont différés (amiante)[réf. nécessaire].
Certaines conditions de travail peuvent générer de graves maladies. Pour pouvoir observer les différences d’espérance de vie entre certaines catégories sociales, il est plus probant de s’intéresser aux différences entre les catégories d’une même profession (le niveau de vie est équivalent, les effets dus au travail sont donc mis en lumière). Chaque année entre 5 000 et 10 000 décès sont imputables à des cancers d’origine professionnelle. Le travail jouerait dans la survenue de 5 % des cancers (12 000 par an dus au travail pour partie au moins). La liste des produits cancérigènes évolue en fonction des connaissances scientifiques mais les conditions dans lesquelles ces produits sont nocifs sont plus difficiles à déterminer (quantité, maniement, durée d’exposition). Exemples : poussière de bois, huiles minérales, benzène (protection dans l’industrie chimique mais pas pour les mécaniciens qui les manipulent régulièrement)[réf. nécessaire].
Pour les agents biologiques, 55 000 salariés sont délibérément exposés (agro-alimentaire) [enquête SUMER]. Le nombre de salariés exposés serait en réalité de 1 200 000 confrontés à des agents biologiques inconnus a priori (personnel soignant par exemple, travaux avec des animaux, élevage…)[réf. nécessaire].

### Contraintes physiques
D’après l’enquête de 2001, TG. La répétition de certains mouvements, déplacements, station debout prolongée peuvent entraîner un risque pour la santé des salariés. La recrudescence des troubles physiques (qui concernent potentiellement deux millions de travailleurs, dans le commerce, les transports), en particulier les troubles musculo-squelettiques peuvent résulter de l’intensification du travail, avec par exemple la suppression des pauses informelles, la pression temporelle, les situations d’urgence. Problème : les atteintes MS ne sont très peu reconnues comme telles. Environ 500 000 personnes sont atteintes de MS d’origine professionnelle[réf. nécessaire].
Le bruit : il y a risque lorsque le bruit dépasse 80 décibels toute la journée ou 130 dBA pour les bruits les plus forts. Il s’agit d’un consensus social, la sensibilité des individus étant variable. D’autre part les conditions dans lesquelles le bruit intervient a son importance selon que le bruit est subi ou produit par le salarié (musique d’ambiance dans certaines activités par exemple) avec des effets fortement négatifs sur le moral (stress, irritabilité…) en outre des conséquences directes (surdité… explicité dans les enquêtes : la différence de perception auditive entre les cadres et les ouvriers est considérable)[réf. nécessaire].
Depuis les années 1990 et la pérennisation du chômage, les salariés sont plus attentifs à conserver leur emploi, quitte à fournir des efforts supplémentaires : efforts physiques, mais aussi dépassement de soi, toutes catégories de travailleurs confondues[réf. nécessaire].
Selon le Dr Patrick Legéron, les cas de suicide au travail n'ont commencé à prendre de l'ampleur que depuis les années 2000.
Ces nouvelles contraintes de travail peuvent être fatales à certains travailleurs, qui ne résistant pas, mettent fin à leurs jours. Les causes sont multiples : stress, surcharge, harcèlement ou peur de perdre son emploi[réf. nécessaire].
Le lien de cause à effet entre des conditions de travail et le suicide peut être obtenu par une lettre de la personne qui se tue, par des témoignages de l'entourage, du médecin traitant ou du médecin du travail[réf. nécessaire].
En France, les suicides pour cause de conditions de travail sont estimés par le Conseil économique et social à un mort par jour (300 à 400 suicides par an pour des raisons professionnelles). Des derniers cas de suicides médiatisés ont concerné la centrale nucléaire de Chinon (EDF), le Technocentre Renault, France Télécom, Thales.
La fonction publique n'est pas épargnée subissant, selon les syndicats, un rythme effréné de réformes entraînant des suppressions de postes et une insuffisance d'évaluation des risques psychosociaux, ni même l'inspection du travail, chargé de contrôler la mise en œuvre de la prévention des risques professionnels dans les entreprises et subissant l'« effet miroir » de la plainte des salariés.

## Variations sociales des conditions de travail
Les conditions de travail sont souvent utilisées dans le discours politiques, ce qui permet notamment de forger une identité collective[réf. nécessaire].
- Le secteur ouvrier, bien qu’en déclin avec la montée en puissance des services dans l’économie, reste soumis à des conditions extrêmement pénibles sur le plan physique (port de charges lourdes, travail dans la saleté, etc.). Le machinisme accru s’accompagne d’ailleurs de contraintes supplémentaires pour les ouvriers, notamment par l’importance du travail de nuit : le capital est rentabilisé au maximum au détriment du confort des ouvriers. Ceux-ci restent également soumis à une hiérarchie forte (dispositifs disciplinaires)[réf. nécessaire].
- Les cadres : il s’agit d’une catégorie qui regroupe un large ensemble de professions, cadres de la fonction publique, professeurs et chercheurs, médecins salariés, artistes et journalistes… En matière de conditions de travail, les cadres se distinguent en particulier par une protection physique vis-à-vis de l’environnement : le lieu de travail est propre, ils ont peu d’efforts physiques à réaliser (sauf éventuellement au niveau visuel). Ils disposent d’une forte autonomie pour réaliser leurs objectifs (voir sciences humaines). Ils ne sont donc pas soumis à une taylorisation de l’organisation de travail même s’ils sont contrôlés régulièrement et ont un rythme de travail déterminés par… leurs collègues, les clients ou les usagers. Il s’agit d’une catégorie ambivalente où la relative liberté dont ils disposent se payent avec un investissement personnel assez lourd, notamment sur le plan des horaires (flexibles, ils doivent s’adapter aux demandes des clients, à l’activité exceptionnelle…)[réf. nécessaire].
- Le service public : de nombreux cadres et peu d’ouvriers, avec de nombreuses professions en contact avec le public (enseignants, policiers, infirmières, médecins…) avec des horaires atypiques plus répandus. La variabilité des horaires est plus grande dans les services publics mais elle est mieux régulée. Le problème se situe dans les tensions qui peuvent apparaître dans le contact avec les usagers (population pauvre de plus en plus nombreuse)[réf. nécessaire].
- Les indépendants : lorsque les professions se rapprochent, les conditions de travail sont semblables. Du point de vue des conditions de travail, les petits exploitants sont en première ligne face au marché. Ils peuvent bénéficier de l’organisation de la firme pour éviter le contact direct avec la clientèle mais les contraintes sur les horaires sont très fortes (1/2 déclare finir leur journée 11 h après l’avoir commencée, plus 1/3 travail 6/7). D’autre part ces conditions pénibles sont acceptées comme faisant partie du travail (il faut être sous pression pour réussir). Il faut cependant distinguer les petits entrepreneurs des PDG des plus grandes entreprises qui peuvent sous traiter à loisir.
- Conditions de travail et segment de la main d’œuvre – Les ouvrières. L’installation de la taylorisation s’est faite contre un haut niveau de salaire. Les femmes n’en ont pas bénéficié du fait de la domination masculine, des considérations concernant leur statut (il s’agirait d’un salaire d’appoint). Auparavant les femmes pouvaient évoluer vers des emplois de service avec de meilleures conditions. Aujourd’hui cette précarité s’est reproduit dans les services. Le problème est qu’une partie des femmes ont intériorisé ce type de comportement[réf. nécessaire].

Emploi précaire, travail dégradé. Les conditions de travail sont de fait plus dégradées, que ce soit en ce qui concerne l'environnement, le rythme, la prévention, etc. Cela se retrouve d’ailleurs dans le nombre d’accidents, les horaires flexibles, etc. Ces conditions sont d’autant plus acceptées que les précaires souhaitent être embauchés définitivement[réf. nécessaire].
- Comparaisons européennes : étude (95) de la fondation européenne pour l’amélioration des conditions de travail. Globalement, les résultats laissent à penser que le lien entre croissance et conditions de travail est positif. En effet, la comparaison entre des pays ayant un retard dans le développement économique (la Grèce) et des pays plus avancés en la matière montre de fortes disparités. Pourtant, en étudiant de plus près le cas de certains pays, notamment la France, le lien n’est peut-être pas aussi évident (conditions médiocres en ce qui concerne la pénibilité physique par exemple)[réf. nécessaire].

## Organisation du travail
L’organisation est primordiale pour réussir à mettre en place de bonnes conditions de travail, à l’image des routiers (temps pour les déchargements de marchandises), pour la construction du savoir-faire de prudence dans le bâtiment (Dejours montre que la stabilité des effectifs joue positivement).
- D’une part, il apparaît que les formes anciennes d’organisation du travail sont néfastes pour le salarié. D’une part du fait de l’aspect totalitaire dans l’organisation familiale/domestique qui rejaillit jusque dans la vie privée. L’organisation taylorienne quant à elle a de nombreux impacts, tant sur le plan physique que sur les capacités cognitives des salariés (ennuie profond des salariés).
- Les nouvelles organisations sont en revanche plus exigeante sur le plan de l'intensité. En effet, S. Volkof distingue deux types de contraintes : industrielle et marchande. La contrainte industrielle se traduit par des normes de production fixée pour les salariés. La contrainte marchande se constitue par le besoin d’adaptation à la demande. Alors qu’au début des années 1980 les deux contraintes étaient distinctes, celles-ci tendent de plus en plus à s’accumuler : exigence d’une productivité minimale pour le salarié avec de surcroît adaptation aux périodes de pointe (cf. Thomas Coutrot). Pour le salarié, cela se traduit par des rythmes élevés et des situations d’urgence perturbatrices et néfastes sur le plan nerveux.
- Conséquences de l’intensification : hausse des rythmes, donc surcroît d’efforts requis. L’intensité accrue est ressentie par l’organisme comme une agression, celui-ci réagit alors par une rigidification, c’est-à-dire une contraction des muscles, cause des douleurs. L’urgence ne permet nécessairement pas d’adopter des postures optimales. C’est le cas en particulier pour les emplois cumulant les deux types de contraintes, que ce soit dans l’industrie automobile (travail à la chaîne et diversification) et dans les services (santé, distribution). À terme, cela peut se concrétiser par des infrapathologies (des pathologies non graves à court terme mais qui peuvent se transformer en gêne constante à long terme, comme pour les cervicales…). Par comparaison, les enquêtes statistiques montrent clairement la différence avec les salariés ne subissant pas ces contraintes.

Les aspects psychologiques sont en revanche plus importants. À court/moyen terme, certains individus vont trouver cette intensification stimulante, vont s’investir de manière plus forte dans leur travail au risque de déborder sur la vie privée. À long terme cependant, les défenses des individus peuvent être débordées. Le surcroît d’investissement peut se révéler alors nuisible, lié à la peur (Dejours) de perdre son emploi ou de ne pas être estimé à la hauteur. La concentration est restreinte sur ses seules activités en cours, définies dans l’urgence. L’autonomie dans le travail se traduit par des pertes de contrôles sur le travail (urgence), sur la vie, sur le temps (flexibilité), la trajectoire professionnelle (précarisation).
- Bonnes et mauvaises organisation : la qualité des conditions de travail découle directement des choix d’organisation : si les pièces arrivent en retard sur une chaîne, il faudra les monter en urgence, si une intervention sur un chantier nécessite plusieurs corps de métier, il faut une bonne coordination pour éviter un certain nombre de risques, de même pour le guichetier soumis à la clientèle. Une distance entre groupes sociaux dans l’entreprise peut freiner directement les possibilités de mettre en place une bonne organisation.
- Robert Karasek (qui a établi un modèle de stress) montre cependant que le bien être au travail (psychologique) est d’ordre multidimensionnel avec le degré d’autonomie accordé au salarié, le degré d’exigence et le soutien des collègues. En fait il s’agit de replacer au centre l’environnement entourant le salarié afin de bien prendre en compte les innovations organisationnelles. Ainsi l’intensification peut avoir différents effets selon que le salarié a les moyens de faire face à cette situation (matériel, personnel…) ou non.

Dès lors, la définition d’une bonne organisation devient restrictive : il faut pouvoir donner une relative autonomie au salarié, assurer une certaine stabilité en matière de carrière et d’horaires, limiter les situations d’urgence… Se pose également le problème de la notation dans les grandes entreprises : la méritocratie peut être bénéfique dans certains cas, notamment pour les salariés performants, issus de l’école et habitué à cette procédure de notation. Cette forme peut être ambivalente dans la mesure où la pression constante produit des attentes du salarié en matière de carrière et de valorisation, qui ne peuvent toujours être satisfaites. Cette pression ne peut être perpétuellement supportée, au risque d’un épuisement. D’autre part les carrières peuvent être influencées par des évènements personnels, comme la maternité pour les femmes. Le risque alors est de tout sacrifier au détriment de la vie personnelle.
Dans son livre intitulé La Mise en scène de la vie quotidienne, le sociologue Erving Goffman indique qu'il est intéressant, pour comprendre l'organisation du travail en entreprise, d'associer le point de vue technique avec le point de vue qu'il désigne comme « dramaturgique ». En effet le controle se fait toujours non seulement par des normes techniques, mais aussi selon les apparences que controlés et controles veulent donner aux autres. Qui veut controler les autres doit maintenir certaines informations secrètes, et il est avantageux aussi d'avoir de l'autorité, la faculté de donner un exemple, des explications, de négocier, de persuader, de manipuler, de menacer, de punir, de contraindre, et il est plus facile de faire la démonstration de ces moyens plutot que de les utiliser directement : c'est l'aspect dramaturgique. Même la contrainte physique est en général assortie d'une valeur démonstrative. C'est au niveau que la distanciation sociale qu'une autorité maintient avec les autres pour mieux préserver ses secrets que les deux approches coincident le plus nettement. Et c'est au niveau des normes morales (ce que doit penser un individu de l'organisation, etc) que les perspectives culturelles et dramaturgiques s'associent le mieux. -.

## Histoire des conditions de travail
Entre le début du XXe et le début du XXIe siècle, les conditions de travail semblent s'être améliorées avec la disparition progressive de tâches insalubres et l’amélioration des conditions d’hygiène et de sécurité. D’autre part, de profondes mutations dans la structure de l’emploi en France ont elles-mêmes eu des répercussions sur l’organisation du travail, avec notamment la montée en puissance des services.
La dématérialisation du travail intervenue à partir des années 1970 semble limitée. D’un côté des contraintes physiques sont écartées, des conditions de sécurité sont améliorées, les tâches les plus contraignantes peuvent être écartées (peinture par exemple), mais d’un autre côté cela exige des équipements lourds et coûteux et donc une maintenance importante. Les conséquences sont donc à nuancer puisque cela entraîne une hausse des horaires de nuit, de nouvelles postures contraignantes.
L’insertion de l’outil informatique est également un exemple des effets ambivalents que le progrès peut apporter. D’un côté, celui-ci apporte un certain degré d’autonomie pour le travailleur et réduit également les contraintes physiques (pour les ouvriers par exemple). Cependant, ils sont également mis directement en contact avec le marché : une nouvelle contrainte psychologique. Acteurs concernés : marché (théorie des différences compensatoires), action publique (réglementation), syndicats, travailleurs (phénomènes de défense).

### Facteurs influençant l'évolution des conditions de travail
La qualité des conditions de travail résulte des choix et des moyens de l'employeur ou du travailleur indépendant. Ces choix sont influencés par sa perception du contexte (règlements, normes, situation du marché du travail, coût relatif des différentes option, etc.), par ses valeurs et son éthique personnelle.
Les employés peuvent intervenir en faveur d'une amélioration des conditions de travail au travers de la relation syndicale et pour les entreprises de plus de 11 salariés, au travers des représentants du CSE Comité social et économique, ainsi que par des mouvements sociaux. Un rapport de force favorable aux salariés ou à l'employeur peut avoir pour conséquence une amélioration ou une dégradation des conditions de travail. À l'inverse, une désorganisation des salariés couplée à un contexte de laxisme législatif dans ce domaine entraînera une dégradation de ces conditions.

### Exemples
- Facteur syndical : la capacité d'organisation des travailleurs conditionne le rapport de force, un syndicat puissant pourra obtenir plus qu'un syndicat faible, un patronat affaiblit devra céder plus de choses.
- Facteur développement : le niveau de vie de la zone joue sur ce qu'est obligé d'offrir l'employeur en salaire comme en conditions de travail. Il peut arriver (c'est le cas par exemple pour une marque française de grande distribution en Thaïlande, et cela l'avait été pour des constructeurs américains d'ordinateurs en France) que l'employeur ait un parti-pris d'offrir des salaires supérieurs à la moyenne afin de s'assurer le choix des meilleurs éléments pour son expansion.
- Facteur chômage : la situation du marché du travail peut influer sur les conditions de travail. Par exemple, à la Libération, le patronat français était politiquement affaibli en raison de la collaboration de nombreux chefs d'entreprise, ce qui, conjointement avec la faiblesse du taux de chômage, a entraîné une amélioration des conditions de travail.
- Facteur gouvernement : le gouvernement peut choisir via le code du travail de donner plus ou moins de droits ou de pouvoirs aux salariés, aux acteurs syndicaux, aux médecins du travail, au service d'hygiène…
- Facteur boursier : sans lien rationnel avec la réalité de l'entreprise, les actionnaires peuvent réclamer une augmentation de leurs dividendes, ce qui pourra se traduire par une dégradation des conditions de travail au profit d'une meilleure rentabilité à court terme, s'il y a défaillance du facteur syndical.
- Facteur culturel: certains secteurs professionnels comme le conseil en stratégie[16] ou la banque d'affaire exposent structurellement leurs salariés à des rythmes de travail plus élevés que la moyenne. Ces conditions de travail sont généralement acceptées par les salariés de ces secteurs en contrepartie d'une rémunération plus élevée que la moyenne.

La tentation est grande pour des multinationales de localiser leur production là où les droits des travailleurs sont moindres. L'acte d'achat des consommateurs, qui peut faire jouer des critères éthiques est l'un des moyens d'influencer cette tendance. Une autre est l'internationalisation de l'action syndicale et sa coordination avec des ONG environnementales, associations de consommateurs…

### Concept de travail décent
L’Organisation internationale du travail (OIT) s’efforce de faire la promotion du concept de travail décent comme le moyen d’identifier les priorités majeures de l’Organisation. Il est fondé sur l’idée que le travail est source de dignité personnelle, de stabilité familiale, de paix dans la communauté et de démocratie, de croissance économique qui augmente les possibilités d’emploi productif et de développement d’entreprises.
L'objectif global du travail décent est d'apporter un changement positif dans la vie de chacun aux niveaux national et local. Pour progresser, il faut aussi agir au niveau mondial. L’agenda pour le travail décent de l’OIT identifie quatre objectifs stratégiques :
- création d’emplois décents et productifs ;
- promotion de l’accès aux systèmes de protection sociale ;
- respect des normes de travail fondamentales ;
- dialogue plus important entre les partenaires sociaux.

Ces objectifs s’appliquent à tous les travailleurs : femmes et hommes, salariés ou indépendants, les économies formelles ou informelles, les secteurs privés et publics, et toutes les activités économiques, y compris la manufacture, l’agriculture, le travail de bureau, le travail intérimaire ou à domicile. Selon l’OIT, « un travail décent représente l’ensemble des aspirations des gens en ce qui concerne leur vie professionnelle » - aspirations concernant les possibilités et le revenu, les droits et la reconnaissance, la stabilité familiale, le développement personnel, l’équité et l’égalité entre les sexes.

## Quelques chiffres
Dans le monde, on compte 2 millions de morts d'un accident de travail chaque année (1 tous les 15 secondes), 350 000 par accident direct et le reste par la suite de maladies (dont 400 000 par l'exposition à des produits chimiques nocifs). L'OIT compte 160 millions de victimes de maladies professionnelles.
Même si les conditions de travail ne sont plus celles de 1880, on compte chaque année, en France, environ 750 accidents de travail mortels, 4 500 accidents graves avec handicap, 700 000 accidents de travail avec arrêts, des dizaines de milliers de cas de maladies professionnelles, ainsi qu'un nombre de suicides au travail supérieur à 370.

### Filmographie
- Attention danger travail, France, 2003.
- Dominium mundi, L'Empire du management, Arte 2007.
- Ils ne mouraient pas tous, mais tous étaient frappés, de Marc-Antoine Roudil et Sophie Bruneau, 2006.
- J'ai très mal au travail en 2 DVD : « Cet obscur objet de haine et de désir » et « Souffrance et plaisir au travail », de Jean-Michel Carré, Éditions Montparnasse 2007.
- L'Histoire des choses, 2007.
- The Corporation, 2003.
- La mise à mort du travail, 2009